# Duale Hochschule Baden-Württemberg Lörrach
Die Duale Hochschule Baden-Württemberg Lörrach befindet sich in Lörrach (Baden-Württemberg), Deutschland. Sie gehört als Studienakademie dem Hochschulverbund der Dualen Hochschule Baden-Württemberg (DHBW) an. An der DHBW Lörrach studieren derzeit ca. 1900 Studierende in Kooperation mit über 750 lokalen und überregionalen Dualen Partnern. Die DHBW Lörrach ist in drei Gebäudekomplexen in der Stadt untergebracht: Campus in der Hangstraße, im Gebäude der ehemaligen KBC in der Marie-Curie-Straße und auf dem Vitra Campus in Weil am Rhein.

## Dual studieren an der DHBW

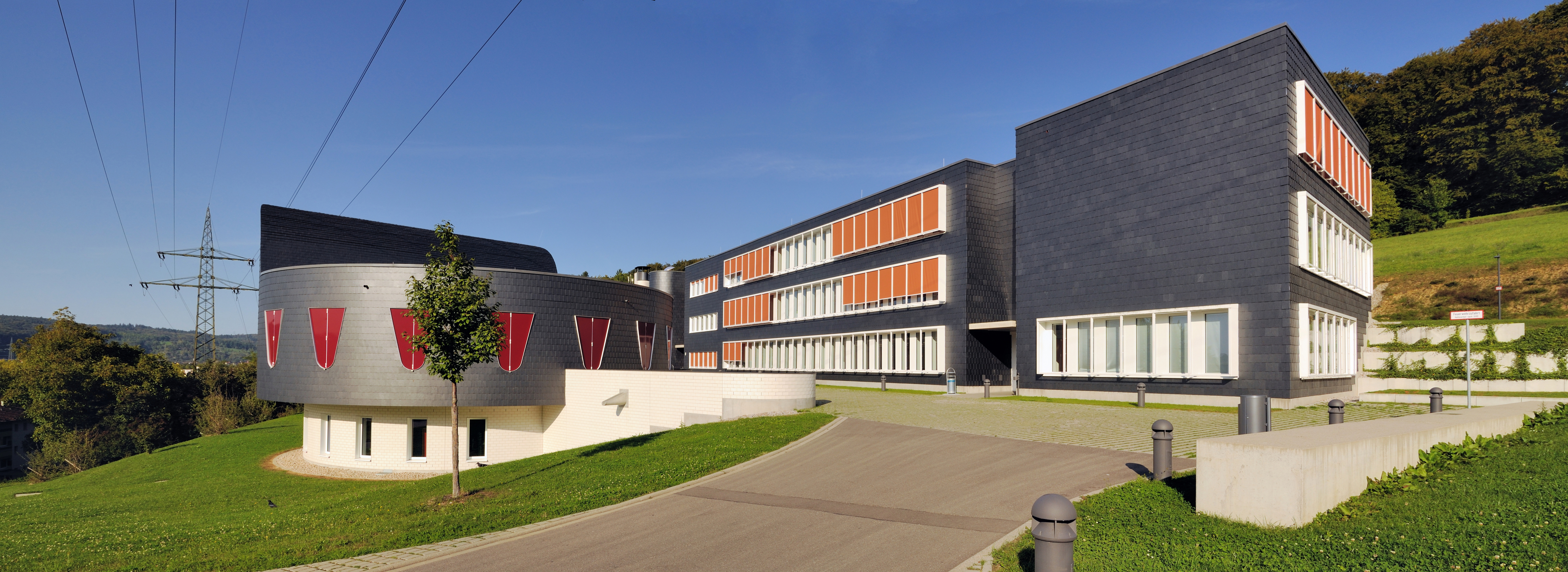
Der 2008 errichtete Neubautrakt der Dualen Hochschule Baden-Württemberg Lörrach

Die DHBW ist die erste Hochschule in Deutschland, die nach dem US-amerikanischen State University Modell organisiert ist. Wie das Vorbild aus den USA verfügt die DHBW über eine zentrale und eine dezentrale Organisationsstruktur. Das Präsidium der DHBW in Stuttgart bildet das gemeinsame organisatorische Dach, unter dem die neun Standorte der Hochschule mit ihren lokalen Organisationsstrukturen vereint sind. Das zentrale Merkmal der DHBW ist ihr duales Studienkonzept mit wechselnden Theorie- und Praxisphasen. Letztere absolvieren die Studierenden bei ihrem sog. Dualen Partner, einem von über 9.000 ausgewählten Unternehmen oder Institutionen im In- und Ausland. Dort schließen die Studierenden einen dreijährigen Arbeitsvertrag mit regulärer, fortlaufender Ausbildungsvergütung.
Durch den Wechsel zwischen Theorie- und Praxisphasen (i. d. R. im dreimonatigen Rhythmus) erwerben die Studierenden neben fachlichem und methodischem Wissen praktisches Know-how. Theorie- und Praxisinhalte sind eng aufeinander abgestimmt und beziehen aktuelle Entwicklungen in Wirtschaft, Technik und Gesellschaft in die Lehrpläne mit ein. Die in den Praxisphasen erbrachten Leistungen sind integrativer Bestandteil des Studiums. Alle Bachelor-Studiengänge der DHBW sind als Intensivstudiengänge anerkannt und mit 210 ECTS-Punkten bewertet.

## Studienangebote Bachelor

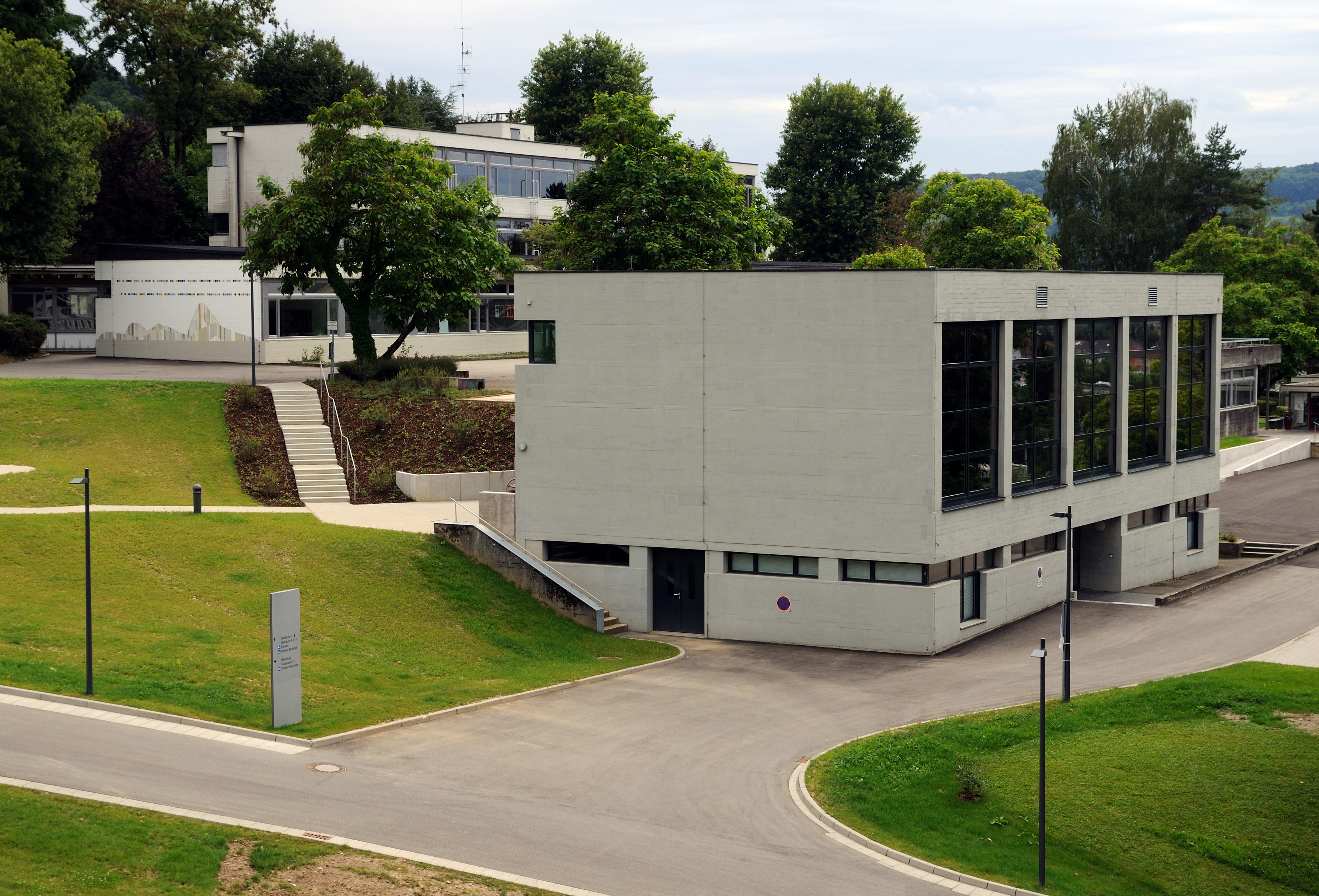
Gebäude der Zentralbibliothek am Campus Hangstraße

### Studienbereich Gesundheit
- Interprofessionelle Gesundheitsversorgung (B.Sc.)

### Studienbereich Technik
- Elektrotechnik (B.Eng.)
- Architektur (B.A.)
- Informatik (B.Sc.)
- Maschinenbau (B.Eng.)
- Mechatronik Trinational (B.Sc.)
- Wirtschaftsingenieurwesen  (B.Eng.)

### Studienbereich Wirtschaft
- BWL-Digital Business Management (B.A.)
- BWL-Finanzdienstleistungen (B.A.)
- BWL-Gesundheitsmanagement (B.A.)
- BWL-Handel (B.A.)
- BWL-Industrie (Industrielles Management) (B.A.)
- BWL-International Business (in English) (B.A.)
- BWL-Personalmanagement (B.A.)
- BWL-Spedition, Transport & Logistik (B.A.)
- BWL-Tourismus, Hotellerie und Gastronomie (B.A.)
- Data Science und Künstliche Intelligenz (B.Sc.)
- International Business Management Trinational (B.A. / B.Sc.)
- Wirtschaftsinformatik – Application Management (B.Sc.)
- Wirtschaftsinformatik – Data Science (B.Sc.)

## Studienangebote Master
Die Duale Hochschule Baden-Württemberg bietet verschiedene berufsintegrierende, weiterbildende Master-Studiengänge in Wirtschaft, Technik, Gesundheit und Sozialwesen über das Center for Advanced Studies (CAS) mit Sitz in Heilbronn an. Der Master des DHBW CAS richtet sich an Bachelor-Absolventen, die Fach-, Führungs- und Managementkompetenzen gemeinsam mit Dualen Partnern (Firmen bzw. Einrichtungen) ausbauen möchten. Für die Dualen Partner ist der Master ein Angebot der gezielten Personalentwicklung. Sie profitieren von den Forschungsprojekten und Master-Arbeiten ihrer studierenden Mitarbeitenden. Je nach Studiengang und Studienbereich erhalten die Absolventen den akademischen Grad eines Master of Arts (M.A.), Master of Engineering (M.Eng.) oder Master of Science (M.Sc.). Interessierte Personen können Kontakt zur Standort-Geschäftsstelle des CAS an der DHBW Lörrach aufnehmen, um sich persönlich über den Dualen Master zu informieren und Beratung zu erhalten.
Gemeinsam mit der Technischen Fakultät der Universität Freiburg bietet die DHBW Lörrach den berufsbegleitenden Weiterbildungsstudiengang „Intelligente Eingebettete Mikrosysteme“ (IEMS) an. An der Schnittstelle von Informatik und Mikrosystemtechnik richtet sich der Master-Online-Studiengang an Bachelor- bzw. Diplom-Absolventen von Universitäten, Fachhochschulen und Berufsakademien (Dualen Hochschulen), die mindestens ein Jahr Berufserfahrung haben.

## Internationales
Internationalität ist eine der Stärken der DHBW Lörrach. Gelegen im Dreiländereck mit Frankreich und der Schweiz werden trinationale Studiengänge, ein englischsprachiger Studiengang und vielfältige Möglichkeiten (z. B. Auslandssemester, Praktikum, div. Kurzprogramme, Kooperationen, Förder- und Bildungsprogramme) geboten, um während des Studiums Auslandserfahrung zu sammeln. Die DHBW Lörrach pflegt Kontakte zu zahlreichen Hochschulen im Ausland und bietet ihren Studierenden die Möglichkeit, einen Teil des Studiums im Rahmen eines Auslandssemesters an einer der Partnerhochschulen zu absolvieren. Für welche Semester sich die Studierenden bewerben können, wird im jeweiligen Studiengang festgelegt.
Auch bei der Integration einer Praxisphase im Ausland während des Studiums werden Studierende und Duale Partnerunternehmen von der DHBW Lörrach unterstützt. Studierende können z. B. in einer Auslandsniederlassung oder bei einem Partnerunternehmen des Dualen Partners arbeiten. Darüber hinaus können die Studierenden im europäischen Raum eigenständig Praktikumsplätze über die Webplattform Erasmus+ organisieren.
Die DHBW Lörrach kooperiert mit Universitäten und Hochschulen in Europa, Afrika, Amerika und der Karibik sowie Asien und Ozeanien. Eine regelmäßig aktualisierte Liste aller internationalen Partnerhochschulen findet sich auf der Homepage der Hochschule.
Daneben wird ein breites Spektrum an Sprachen angeboten. Zur besseren internationalen Vergleichbarkeit der Leistungen wird der Gemeinsame europäische Referenzrahmen für Sprachen zu Grunde gelegt. Bei den Sprachen liegen die Schwerpunkte auf kommunikativen und fachspezifischen Inhalten. Je nach Nachfrage von Seiten der Studierenden werden Sprachkurse für (Business-)Englisch, Französisch, Spanisch, Italienisch, Türkisch, Chinesisch und Russisch organisiert. Für ausländischen Studierenden besteht die Möglichkeit, Deutsch als Fremdsprache zu belegen. Das Sprachenangebot wird regelmäßig der Nachfrage angepasst und aktualisiert.

## Forschung
Die DHBW bildet nicht nur Studierende aus, sondern will Unternehmen darin unterstützen, anwendungs- und bedarfsorientierte Lösungen für konkrete Probleme zu finden. Die DHBW arbeitet dabei sowohl mit eigenem Wissen, das heißt mit eigenen Forschungsergebnissen, als auch mit externem Wissen, also der Kenntnis der Bedarfe der Dualen Partner.

### Regionale duale Forschung
Die DHBW Lörrach verfügt über eigene Steinbeis-Transferzentren und kooperiert seit mehreren Jahren mit dem Fraunhofer-Institut IAF:
- Steinbeis-Transferzentrum ManagementCockpit
- Steinbeis-Forschungszentrum Oberflächentechnik
- Steinbeis-Transferzentrum für Internationales Transportwesen
- Fraunhofer-Institut für Angewandte Festkörperphysik IAF

Die Dr. K. H. Eberle Stiftung lobt für Projekte an der DHBW Lörrach einen jährlichen Preis aus. Die gestifteten Mittel werden auf Wunsch des Stifters im Wege eines Wettbewerbs an der DHBW vergeben. Dabei werden vor allem solche Projekte unterstützt, welche die Verbindung von Wissenschaft, Forschung und praktischer Anwendung in den Vordergrund stellen. Es gibt keine Beschränkung auf bestimmte Fachbereiche. Um das Profil der DHBW Lörrach zu stärken, sind Projekte mit grenzüberschreitenden und internationalen Partnern sowie interdisziplinäre Projekte besonders förderungswürdig.

### Wissenszentren
An der DHBW Lörrach bestehen Wissenszentren mit verschiedener Ausprägung, die charakterisiert sind durch die enge thematische Zusammenarbeit verschiedener Bereiche bzw. auf der Basis persönlicher Expertise. In vielen Fällen basiert das Know-how aus geförderten Projekten, z. B. der Eberle-Stiftung. Veröffentlichte Forschungsansätze bestehen u. a. für folgende Themengebiete:
- Business Innovation Center
- Diagnostik-Beratungs-Center
- Funktionale Sicherheit & Cybersecurity
- HR goes digital
- Kompetenzzentrum für Agile IT-Prozesse (KAP)
- Sustainable Tourism in Africa

## Bekannte Dozenten, Absolventen und Förderer
- Georg Endress (1924–2008), Unternehmer der Mess- und Regeltechnik, Gründer von Endress+Hauser sowie Sponsor der DHBW
- Sebastian Feichtmair (* 1957), Sozial- und Wirtschaftswissenschaftler, Vorsitzender von Lörrach International
- Bernd Martin (* 1949), Wirtschaftspädagoge und ehemaliger Rektor
- Jan Olaf (* 1963), Physiker und Wirtschaftsinformatiker, Leiter des Studienzentrums IT-Management
- Hagen Pfundner (* 1960), Industriemanager und ehemaliger Vorsitzender des Hochschulrates der DHBW Lörrach
- Theodor Sproll (* 1957), Sozial- und Wirtschaftswissenschaftler sowie ehemaliger Rektor